# Frazer Will
Frazer Will (10 de mayo de 1982) es un deportista canadiense que compitió en judo. Ganó cinco medallas en el Campeonato Panamericano de Judo entre los años 2005 y 2011.

## Palmarés internacional
| Campeonato Panamericano | Campeonato Panamericano  | Campeonato Panamericano | Campeonato Panamericano |
| Año                     | Lugar                    | Medalla                 | Categoría               |
| ----------------------- | ------------------------ | ----------------------- | ----------------------- |
| 2005                    | Caguas (Puerto Rico)     | Medalla de bronce       | –60 kg                  |
| 2006                    | Buenos Aires (Argentina) | Medalla de oro          | –60 kg                  |
| 2007                    | Montreal (Canadá)        | Medalla de oro          | –60 kg                  |
| 2009                    | Buenos Aires (Argentina) | Medalla de plata        | –60 kg                  |
| 2011                    | Guadalajara (México)     | Medalla de bronce       | –60 kg                  |